# 플로렌즈 지그펠드 주니어

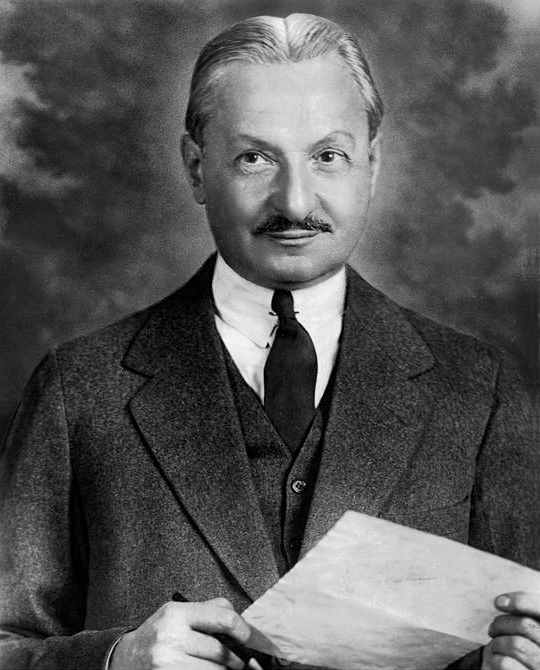
1928년 모습

플로렌즈 지그펠드 주니어(Florenz Ziegfeld Jr., 본명: Florenz Edward Ziegfeld Jr., 플로렌즈 에드워드 지그펠드 주니어, /ˈzˈɡfɛld/, 1867년 3월 21일 – 1932년 7월 22일)는 미국의 브로드웨이 흥행진으로 파리의 폴리 베르제르에서 영감을 받은 일련의 연극 풍자극 지그펠드 폴리스 (연극)(1907~1931)로 유명하다. 뮤지컬 쇼 보트도 제작했다. 그는 "미국 소녀를 찬양하는 사람"으로 알려졌다. 지그펠드는 미국 극장 명예의 전당 회원이다.